# Repetita iuvant
Repetita iuvant е латинска фраза, която в буквален превод означава „Повторените неща помагат“.

## Използване
Смисълът на фразата е, че нещо, което се повтаря, се научава от слушателя. Има стойност не само в чисто дидактически смисъл, но и по отношение на преките преживявания (повтарящите се неща са от полза): повтарянето на жест или действие може да достави удоволствие или, във всеки случай, да подобри изпълнението на определено действие.